# Pycnophyes sanjuanensis
Pycnophyes sanjuanensis är en djurart som tillhör fylumet pansarmaskar, och som beskrevs av Higgins 1961. Pycnophyes sanjuanensis ingår i släktet Pycnophyes och familjen Pycnophyidae. Inga underarter finns listade i Catalogue of Life.